# 金致佑
金致佑（Kim Chi-Woo、김치우、1983年11月11日 - ）韩国足球运动员。出生于汉城（今首尔）。身高175cm。体重78KG。2004年参加K联赛，在仁川联踢球。2006年底到全南天龙。2008年起效力于FC首尔。

## 国家队战绩
- U-20韓国国家足球队
  - 2003年 2003年世界青年锦标赛（16强）
- U-23韓国国家足球队
  - 2006年 2006年亚洲运动会足球比赛（第4位）
- 韩国国家足球队
  - 2006年10月8日 -A代表初出場 - 加纳国家足球队
  - 2007年 2007年亚洲杯足球赛（3位）
  - 2009年3月28日 - A代表初得点 - 伊拉克国家足球队